# Квіткокол садовий
Квіткокол садовий (Diglossa baritula) — вид горобцеподібних птахів родини саякових (Thraupidae). Мешкає в Мексиці і Центральній Америці.

## Опис

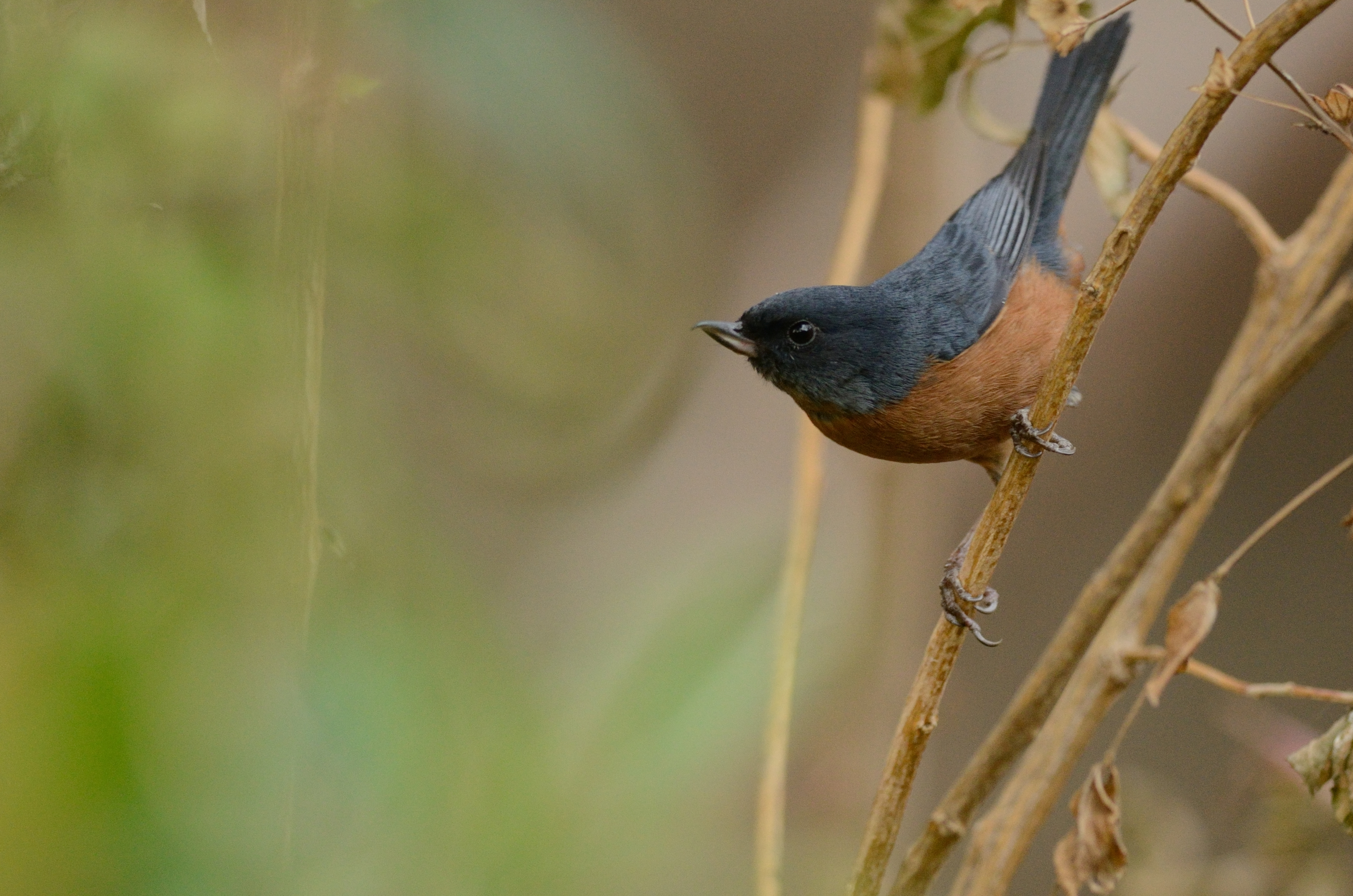
Самець садового квіткокола

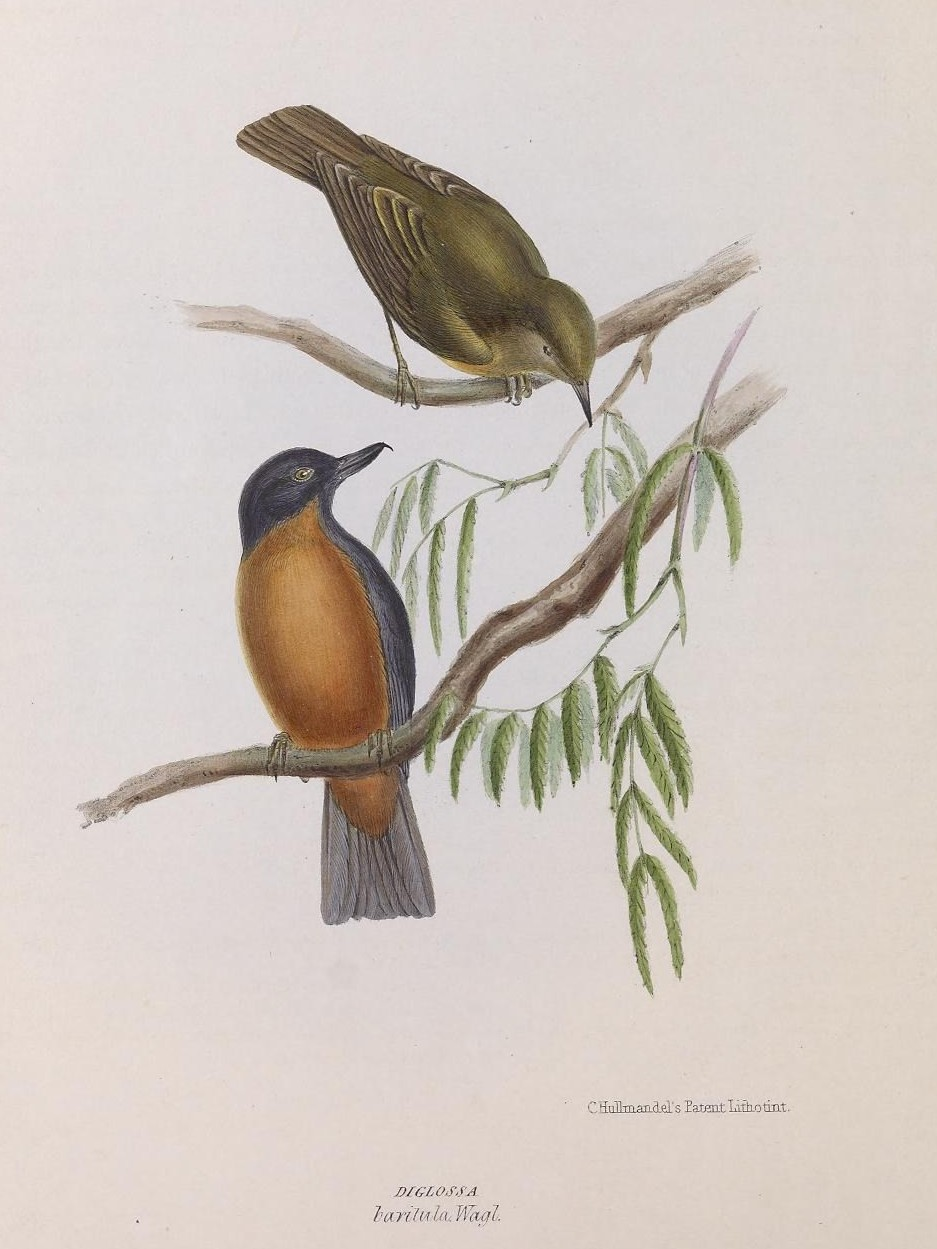
Пара садових квіткоколів

Довжина птаха становить 10-12 см. Виду притаманний статевий диморфізм. У самців голова і верхня частина тіла синювато-сірі, голова більш темна. Підборіддя і верхня частина горла синювато-сіра, решта нижньої частини тіла рудувато-коричнева. У самиць голова і верхня частина тіла сірувато-оливкові, крила і хвіст більш темні, на крилах світлі смужки. Горло, груди і боки попелясто-коричневі, на грудях нечіткі темні смуги, живіт коричневий. Дзьоб чорний, біля основи рожевуватий, вузький, вигнутий догори, на кінці гачкуватий. Лапи тьмяно-рожеві. Забарвлення молодих птахів подібне до забарвлення дорослих птахів, однак у молодих самицт голова і верхня частина тіла оливкові або оливково-коричневі, крила і хвіст більш темні. Махові пера мають світлі края. Горло і груди тьмяно-жовтуваті, на грудях нечіткі темні смуги. Живіт і гузка охристі.

## Підвиди
Виділяють три підвиди:
- D. b. baritula Wagler, 1832 — високогір'я центральної Мексики (від південного сходу Халіско до перешийка Теуантепек);
- D. b. montana Dearborn, 1907 — високогір'я південної Мексики (Чіапас), Гватемали і Сальвадору;
- D. b. parva Griscom, 1932 — високогір'я від східної Гватемали (Сьєрра-де-лас-Мінас[en]) до Нікарагуа.

## Поширення й екологія
Садові квіткоколи мешкають в Мексиці, Гватемалі, Сальвадорі, Гондурасі і Нікарагуа. Вони живуть в гірських сосново-дубових і хмарних тропічних лісах, у високогірних чагарникових заростях, на високогірних барвінкових луках, в парках і садах. Зустрічаються поодинці, на висоті від 1200 до 3350 м над рівнем моря. Живляться нектаром кручених паничів, лобелій і леандр Leandra. Гніздо чашоподібне, робиться з моху, хвої і корінців, розміщується в чагарниках. В кладці 2-3 блакитнуватих яйця, поцяткованих коричневими і сірими плямками.